# Karl Buck

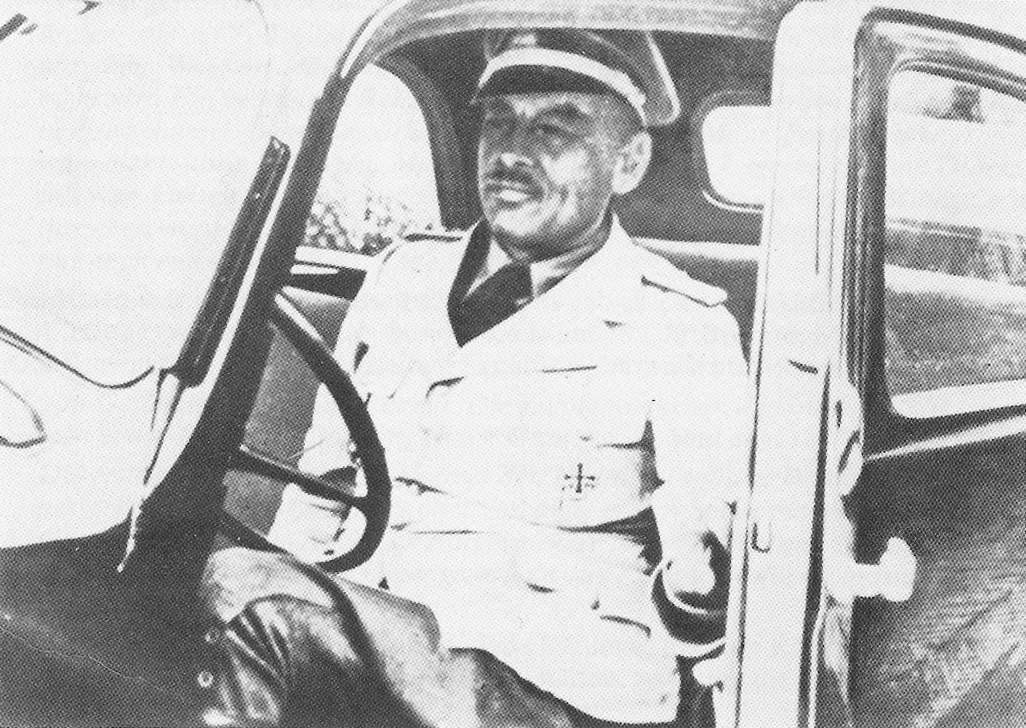
Karl Buck als Lagerkommandant in seinem Wagen (1939)

Karl Gustav Wilhelm Buck (* 17. November 1893 in Stuttgart; † 11. Juni 1977 in Rudersberg) war ein deutscher Offizier, zuletzt im Rang eines SS-Hauptsturmführers (Hauptmann). Von 1933 bis 1940 war Buck Kommandant der württembergischen Konzentrationslager Heuberg, Oberer Kuhberg und des Schutzhaftlagers Welzheim, ab 1940 Kommandant des Sicherungslagers Schirmeck-Vorbruck im Elsass.

## Leben bis 1933
Karl Gustav Wilhelm Buck wurde am 17. November 1893 in Stuttgart geboren. Nach Abschluss einer 1910 in Esslingen begonnenen Mechanikerlehre trat er 1913 in den Militärdienst und begann eine Offizierslaufbahn. Im Ersten Weltkrieg wurde er als Soldat an der russischen, serbischen, italienischen Front sowie an der Westfront eingesetzt. 1917 wurde Buck zum Leutnant befördert. Für seinen Einsatz im Krieg wurde er mit dem Eisernen Kreuz erster Klasse ausgezeichnet. 1919 wurde er als Oberleutnant aus dem Militär entlassen und begann ein Studium an der Ingenieurschule Esslingen. 1920 trat er eine Stelle als Ingenieur in einer Zementfabrik an. Im selben Jahr heiratete er und wurde Vater einer Tochter. 1921 sowie von 1924 bis 1929 folgten längere berufliche Auslandsaufenthalte in Portugal und Chile. Infolge eines Arbeitsunfall in Chile verlor er 1930 sein linkes Bein und kehrte nach Deutschland zurück.
Nach seinem Unfall war Buck zunächst arbeitslos. Zum 1. Dezember 1931 trat er in die NSDAP ein (Mitgliedsnummer 759.070) und wurde auch Mitglied der SA. Im Januar 1932 wurde er zum Kreisleiter der NSDAP in Welzheim ernannt. Karl Buck arbeitete mittlerweile bei der Gestapo. Nach der Ernennung Hitlers zum Reichskanzler 1933 wechselte er dank guter Kontakte zur Gestapo Stuttgart (Abteilung Schutzhaft) und übernahm später auch deren Leitung. Von der SA wechselte er zur SS, Mitgliedsnummer 490.187.

## Zeit des Nationalsozialismus
Von April bis November 1933 war Buck Kommandant des Lagers Heuberg, welches aber bereits im November 1933 wieder geschlossen wurde, da die Wehrmacht neue Übungsflächen auf dem Truppenübungsplatz Heuberg benötigte. Karl Buck war in der folge für den Bau des Lagers Oberer Kuhberg bei Ulm verantwortlich. Für die dort anfallenden Arbeiten wurden auch Häftlinge aus dem Lager Heuberg herangezogen. Bis zur Auflösung des Lagers Oberer Kuhberg im Juli 1935 war Buck der dortige Lagerkommandant. Als Leiter der Abteilung Schutzhaft wurde Karl Buck von der Gestapo Stuttgart damit beauftragt, in Welzheim ein neues Lager zu errichten. Für diesen Zweck wurde auf dem Gelände des ehemaligen Amtsgerichts und Amtsgerichtsgefängnisses Welzheim ein Lager errichtet und Buck mit der Leitung des Lagers beauftragt. Er blieb Kommandant des Lagers Welzheim bis zum 17. Juli 1940, bevor er zum Kommandanten des Sicherungslagers Schirmeck-Vorbruck im Elsass ernannt wurde; diese Funktion übte er bis zur Auflösung des Lagers im Spätsommer 1944 aus. Während der gesamten NS-Diktatur bekleidete Buck hohe Posten in verschiedenen Lagern, zuletzt im Rang eines SS-Hauptsturmführer.

### Lager Heuberg
Das Lager Heuberg richteten die Nationalsozialisten bereits am 20. März 1933 als eines der sogenannten Frühen Konzentrationslager, in Deutschland ein. Es unterstand seit dem 28. April 1933 als eigenständigen Abteilung der Württembergischen Politischen Polizei und somit dem Württembergischen Innenministerium. Buck war zunächst in Heuberg stellvertretender Lagerkommandant, bevor er Mitte April die Leitung des Lagers vom bisherigen Lagerkommandanten Max Kaufmann übernahm. Zahlreiche Häftlingsberichte belegen, dass infolge dieses Wechsels die Haftbedingungen nachhaltig verschlechtert und verschärft wurden.
Unter der Lagerleitung von Karl Buck gehörten Misshandlungen und Folter zum Lageralltag. In der sogenannten „Schlagzelle“ wurden Gefangene mit Holzprügeln und Koppelriemen bis zur Bewusstlosigkeit geschlagen und mit Polizeistiefeln getreten. Im Hof des Lagers wurde gefoltert, zudem wurde Gefangenen mit dem Tod durch Erschießen gedroht. Da der Tod der Häftlinge im Lager Heuberg jedoch kein ausdrückliches Ziel war, wurden die Misshandlungen in der Regel vor Todeseintritt abgebrochen. Nachgewiesen werden konnte nur der Mord an Simon Leibowitsch, einem Kommunisten jüdischer Herkunft. Es gibt jedoch Hinweise auf weitere Todesfälle im Lager. Die Häftlinge wurden darüber hinaus gedemütigt und erniedrigt, indem sie sinnlose Arbeiten verrichten mussten, beispielsweise indem sie Fliegendreck an Flurfenstern mit Zeitungspapier herauskratzen oder die Treppen mit dem Kopf nach unten reinigen mussten, woraufhin wieder Schmutzwasser darüber ausgegossen wurde.

## Nachkriegszeit
Nach Kriegsende wurde Karl Buck  wegen der im „Sicherungslager“ Schirmeck-Vorbruck im Elsass begangenen Morde verhaftet und sowohl von einem britischen (Gaggenau-Prozess) als auch von  einem französischen Militärgericht dreimal zum Tod verurteilt, später wurde er jedoch begnadigt und die Strafe in lebenslänglich umgewandelt. Im Zuge der deutsch-französischen Aussöhnung und der damit verbundenen Entlassung von Kriegsgefangenen wurde auch Karl Buck bereits im April 1955 aus der Haft entlassen und nach Deutschland ausgeliefert. Ehemalige Häftlinge der Konzentrationslager Heuberg, Kuhberg und Welzheim versuchten gegen Buck wegen der dort begangenen Taten im Jahr 1955 einen Prozess anzustrengen, jedoch ohne Erfolg. Insgesamt sieben gegen Buck eingeleitete Strafverfahren  – drei von der Staatsanwaltschaft Stuttgart, drei von der Staatsanwaltschaft Ulm und eines von der Staatsanwaltschaft Hechingen wurden aufgrund von Verjährung oder bereits erfolgter Verbüßung im Jahr 1957 eingestellt.

„Weil die festgestellten Straftaten des Buck entweder verjährt oder bereits von alliierten Gerichten abgeurteilt waren.“

Bucks Nichtverurteilung resultierte teilweise aus einem Gesetz der alliierten Mächte, das besagte, wer bereits von einem englischen, französischen oder amerikanischen Gericht verurteilt worden war, könne wegen desselben Delikts nicht noch einmal von einem deutschen Gericht verurteilt werden. Außerdem verbietet der in Art. 103 Abs. 3 GG festgeschriebene ne bis in idem-Grundsatz eine Doppelbestrafung.
Ein weiterer Grund für Bucks Nichtverurteilung in Deutschland war, die Tatsache, dass Buck offenbar einflussreiche Freunde hatte, die dafür gesorgt hatten, dass alle Verfahren gegen ihn scheiterten. Die Akten der deutschen Staatsanwaltschaften wurden trotz ihres archivarischen Wertes vernichtet.
Bis zu seinem Tod 1977 lebte Karl Buck in Rudersberg, in der Nähe von Welzheim. Dort war er „sehr gut angesehen“ und züchtete Hühner.